# Ar (runa)
| Ar               | Ar             | Ar             | Ar          | Ar          | Ar          | Ar          |
| Nome             | Norreno        | Norreno        |             |             |             |             |
| ---------------- | -------------- | -------------- | ----------- | ----------- | ----------- | ----------- |
| Nome             | Ár             |                |             |             |             |             |
| Significato      | abbondanza     | abbondanza     | abbondanza  | abbondanza  | abbondanza  | abbondanza  |
| Forma            | Fuþark recente | Fuþark recente |             |             |             |             |
| Forma            |                |                |             |             |             |             |
| Unicode          | ᛅ U+16C5       | ᛅ U+16C5       | ᛅ U+16C5    | ᛅ U+16C5    | ᛅ U+16C5    | ᛅ U+16C5    |
| Traslitterazione | a              | a              | a           | a           | a           | a           |
| Trascrizione     | a              | a              | a           | a           | a           | a           |
| IPA              | [a(ː)], [ɛ]    | [a(ː)], [ɛ]    | [a(ː)], [ɛ] | [a(ː)], [ɛ] | [a(ː)], [ɛ] | [a(ː)], [ɛ] |
| Ordine alfab.    | 10             | 10             | 10          | 10          | 10          | 10          |

Ár (in italiano "abbondanza") è il nome norreno della runa del Fuþark recente a (carattere Unicode ᛅ); negli alfabeti Fuþark antico e Fuþorc venivano rispettivamente utilizzate le rune ansuz e ác per rappresentare il suono /a/, ma il loro equivalente nel Fuþark recente (óss) rappresentava già il suono /o/, rendendo così necessaria l'introduzione di una nuova runa per /a/.

## Poemi runici
La runa ár compare nei poemi runici norvegese ed islandese con il significato di "abbondanza":
| Poema runico:                                                 | Traduzione:                                                                          |
| Antico norvegese Ár er gumna góðe; get ek at o,rr var Fróðe.  | L'abbondanza è una benedizione per gli uomini Io dico che Fróði era generoso.        |
| Antico islandese Ár er gumna góði ok gott sumar algróinn akr. | L'abbondanza è un beneficio per gli uomini e una buona estate e un florido raccolto. |

Nel poema inglese compare invece la runa da cui ár discende, ger.

## Origini

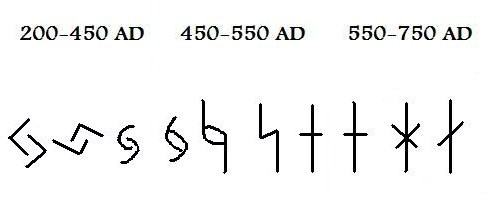
Evoluzione della runa *jēran in ár.

La runa ár discende dalla runa del Fuþark antico *jēran (Fuþorc gēr e ior), usata per rappresentare il fonema /j/.
Durante il VII e l'VIII secolo, l'iniziale j in *jara (il nome proto-norreno di *jēran) venne perdendosi mentre la runa cambiava di valore fonetico da /j/ ad /a/. La runa trasformò progressivamente la sua forma originale (, ᛃ), diventando un tratto verticale con un trattino orizzontale al centro: questa forma viene traslitterata dagli studiosi come A, per distinguerla dalla a che rappresenta la ansuz. Nell'ultima fase del Fuþark antico, la runa *jēran venne scritta come un tratto verticale con una × al centro (la forma della ior del Fuþorc); nel frattempo, poiché tale runa era mutata considerevolmente nel tempo, una sua variante più vecchia del VII secolo (, ᛌ) venne utilizzata come rappresentante del fonema /s/ ed equivalente della runa sowilo del Fuþark antico.
Quando la runa naudiz si fu stabilizzata (VI-VII secolo) nella sua forma, il trattino al centro del suo tratto verticale prese una direzione discendente (, ᚾ), il che rese possibile semplificare la runa *jēran sostituendo la croce centrale con un trattino ascendente, raggiungendo così la forma finale della ár del Fuþark recente (, ᛅ); la versione a croce venne riutilizzata per il fonema /h/ (runa hagall, , ᚼ).